# Polikarpov TB-2
Polikarpov TB-2 (rusko Поликарпов ТБ-2, ТБ-2 тяжелый бомбардировщик 2 - težki bombnik 2) je bil sovjetski dvomotorni dvokrilni bombnik, ki so ga zasnovali v 1920ih. Grajen je bil večinoma iz lesa, motorji so bili nameščeni na spodnje krilo. TB-2 je imel boljše sposobnosti kot Tupoljev TB-1, vendar TB-2 ni vstopil v serijsko proizvodnjo.

## Specifikacije (TB-2)
Podatki iz Shavrov 1985
Splošne karakteristike
- Posadka: 5
- Dolžina: 17,6 m (57 ft 9 in)
- Razpon kril: 27 m (88 ft 7 in)
- Višina:  ()
- Površina kril: 128 m² (1377,8 ft²)
- Teža praznega letala: 4220 kg (9304 lb)
- Naložena teža: 6770 kg (14925 lb)
- Pogon letala: 2 ×  12-valjni vodnohaljeni bencinski V-motor BMW VI, 373 kW (500 KM)  vsak

 Zmogljivost 
- Maks. hitrost: 216 km/h (117 vozlov, 134 mph)
- Doseg: 1200 km (648 nm, 746 milj)
- Višina leta: 6800 m (22310 ft)
- Obremenitev kril: 53 kg/m² (11 lb/ft²)
- Razmerje moč/teža: 110 W/kg (0,07 KM/lb)
- Čas do višine 3000 metrov: 12 minut
- Vzletna razdalja: 210 m (688 ft)
- Pristajalna razdalja: 180 m (590 ft)